# Steinitzscher Umordnungssatz
Der steinitzsche Umordnungssatz, oder auch Satz von Steinitz oder Satz von Lévy-Steinitz, benannt nach Ernst Steinitz bzw. Paul Lévy, ist ein Satz aus dem mathematischen Gebiet der Analysis, der sich mit der Umordnung von Reihen befasst. Während beliebige Umordnungen innerhalb endlicher Summen auf Grund des Kommutativgesetzes und des Assoziativgesetzes keinen Einfluss auf das Ergebnis der Summenbildung haben, ist dies bei unendlichen Summen nicht mehr gewährleistet. Der hier behandelte steinitzsche Umordnungssatz macht eine Aussage über die Struktur der Menge der Summen, die man durch Umordnung bilden kann. Er verallgemeinert den riemannschen Umordnungssatz, der für reelle Reihen gilt, auf Reihen im {\displaystyle {\mathbb {R} ^{m}}}.

## Konvergenzbegriffe für Reihen
Im {\displaystyle {\mathbb {R} ^{m}}} kann man wie in den reellen Zahlen von Konvergenz sprechen, denn durch die übliche euklidische Norm hat man einen Abstandsbegriff.
Es sei nun {\displaystyle (a_{n})_{n}} eine Folge von Vektoren im {\displaystyle {\mathbb {R} ^{m}}}.
Wenn der Grenzwert der Partialsummen {\displaystyle \textstyle \lim _{N\rightarrow \infty }\sum _{n=1}^{N}a_{n}} im {\displaystyle {\mathbb {R} ^{m}}} existiert, so schreibt man {\displaystyle \textstyle \sum _{n=1}^{\infty }a_{n}} für diesen Grenzwert und sagt, die Reihe {\displaystyle \textstyle \sum _{n=1}^{\infty }a_{n}} sei konvergent. Man beachte, dass für die Reihe und ihren Grenzwert dieselbe Bezeichnung verwendet wird.
Jede Permutation {\displaystyle \sigma \colon {\mathbb {N} }\rightarrow {\mathbb {N} }} definiert eine Umordnung, indem man von der Folge {\displaystyle (a_{n})_{n}} zur Folge {\displaystyle (a_{\sigma (n)})_{n}} übergeht. Man nennt {\displaystyle \sigma } eine konvergente Umordnung der Reihe, wenn die umgeordnete Reihe {\displaystyle \textstyle \sum _{n=1}^{\infty }a_{\sigma (n)}} konvergiert.
Man sagt, die Reihe {\displaystyle \textstyle \sum _{n=1}^{\infty }a_{n}} sei unbedingt konvergent, wenn jede Umordnung der Reihe konvergent ist.
Die Reihe {\displaystyle \textstyle \sum _{n=1}^{\infty }a_{n}} heißt bedingt konvergent, wenn sie konvergent, aber nicht unbedingt konvergent ist. Schließlich heißt die Reihe absolut konvergent, wenn {\displaystyle \textstyle \sum _{n=1}^{\infty }\|a_{n}\|<\infty } gilt.

## Konvergenzfunktionale
Ein lineares Funktional {\displaystyle f\colon {\mathbb {R} ^{m}}\rightarrow {\mathbb {R} }} heißt ein Konvergenzfunktional für die Folge {\displaystyle (a_{n})_{n}}, falls {\displaystyle \textstyle \sum _{n=1}^{\infty }|f(a_{n})|<\infty } ist. So ist z. B. das Nullfunktional ein Konvergenzfunktional für jede Folge. Leicht überlegt man sich, dass die Menge aller Konvergenzfunktionale ein Untervektorraum im Dualraum, d. h. im Raum der linearen Funktionale, ist. Dieser Unterraum der Konvergenzfunktionale wird mit {\displaystyle \Gamma ((a_{n})_{n})} bezeichnet, der Annihilator von {\displaystyle \Gamma ((a_{n})_{n})} mit {\displaystyle \Gamma ((a_{n})_{n})^{0}}.

## Satz von Steinitz
Es sei {\displaystyle \sum _{n=1}^{\infty }a_{n}} eine konvergente Reihe.
Dann stimmt {\displaystyle \left\{\sum _{n=1}^{\infty }a_{\sigma (n)}{\Bigg |}\sigma \ {\text{konvergente Umordnung}}\right\}} mit dem affinen Unterraum {\displaystyle \sum _{n=1}^{\infty }a_{n}\,+\,\Gamma ((a_{n})_{n})^{0}} überein.
Zusatz: Besteht dieser affine Raum aus mehr als einem Punkt, so gibt es nicht-konvergente Umordnungen.

## Bemerkungen

### Ein Satz über konvergente Reihen
Mit Hilfe des Satzes von Steinitz kann man leicht zeigen, dass folgende Aussagen über eine konvergente Reihe {\displaystyle \textstyle \sum _{n=1}^{\infty }a_{n}} im {\displaystyle {\mathbb {R} ^{m}}} äquivalent sind:
- Die Reihe ist absolut konvergent.
- Die Reihe ist unbedingt konvergent.
- {\displaystyle \Gamma ((a_{n})_{n})^{0}\,=\,\{0\}}.
- Jedes lineare Funktional {\displaystyle {\mathbb {R} ^{m}}\rightarrow {\mathbb {R} }} ist ein Konvergenzfunktional für die Reihe.

### Der riemannsche Umordnungssatz
Da jeder nicht-leere affine Unterraum von {\displaystyle {\mathbb {R} }} entweder aus einem Punkt besteht oder mit {\displaystyle {\mathbb {R} }} zusammenfällt, erhält man den riemannschen Umordnungssatz als Spezialfall des steinitzschen Umordnungssatzes.

### Der unendlich-dimensionale Fall
In unendlich-dimensionalen Räumen gelten die hier aufgestellten Konvergenzaussagen für Reihen nicht mehr. In unendlich-dimensionalen Banachräumen gibt es Reihen mit zweielementigen Summenmengen. Man muss zusätzliche Voraussetzungen über die Reihen machen, um zu einer Aussage wie im steinitzschen Umordnungssatz zu gelangen.

## Historie
Der Satz wurde schon im Jahre 1905 von Paul Lévy formuliert, aber erst im Jahre 1913 von Ernst Steinitz einwandfrei bewiesen.